# Halina Kaluta
Halina Kaluta, coniugata Krężel (Szklarska Poręba, 7 maggio 1951), è un'ex cestista polacca.
È la madre di Katarzyna Krężel.

## Carriera
Con la Polonia ha disputato tre edizioni dei Campionati europei (1974, 1976, 1978).